# موضع (أجهزة الحاسوب)
في بنية الحاسوب، يُعرف الموضع بأنه تجريد لمفهوم مجموعة مركزية من موارد الأجهزة التي تكون قريبة بما يكفي لتوفير وصول منتظم إلى الذاكرة.
على سبيل المثال, في عنقود الحاسوب، يمكن التعامل مع كل عقدة باعتبارها موضعًا نظرًا لوجود مثيل واحد لنظام التشغيل وانتظام وصول الذاكرة إلى العمليات التي لا تزال قيد التشغيل في تلك العقدة. وعلى نحو مماثل، في نظام المعالجات المتعددة المتناظرة، يمكن تعريف كل عقدة على أنها موضع. تحتوي لغات البرمجة المتوازية مثل تشابل على بُنى محددة من أجل تحديد المواضع وإعلانها وإصدارها.